# Leucocarbo bougainvillii
Il cormorano guanay (Leucocarbo bougainvillii R. Lesson, 1837) è un uccello appartenente alla famiglia dei Falacrocoracidi diffuso lungo le coste occidentali del Sudamerica.

## Descrizione
Presenta un ciuffo di piume sulla sommità del capo e occhi circondati da un anello di cute glabra rossa.

## Distribuzione e habitat
Vive sulle coste occidentali dell'America meridionale, in colonie di parecchi milioni di uccelli.